# Cryptamorpha brevicornis
Cryptamorpha brevicornis is een keversoort uit de familie spitshalskevers (Silvanidae). De wetenschappelijke naam van de soort werd in 1846 gepubliceerd door Adam White.